# Kołpaczek ciemnoszary

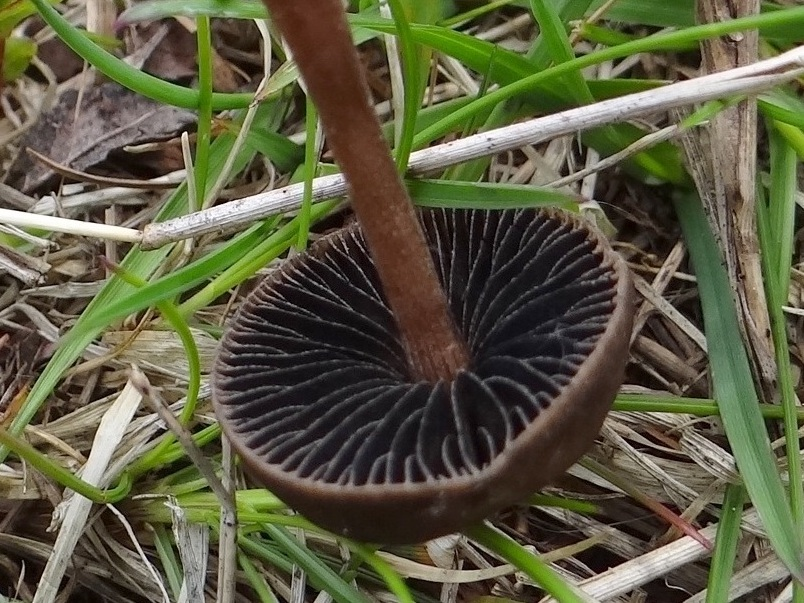
Na starszych owocnikach blaszki są czarne z białawymi ostrzami

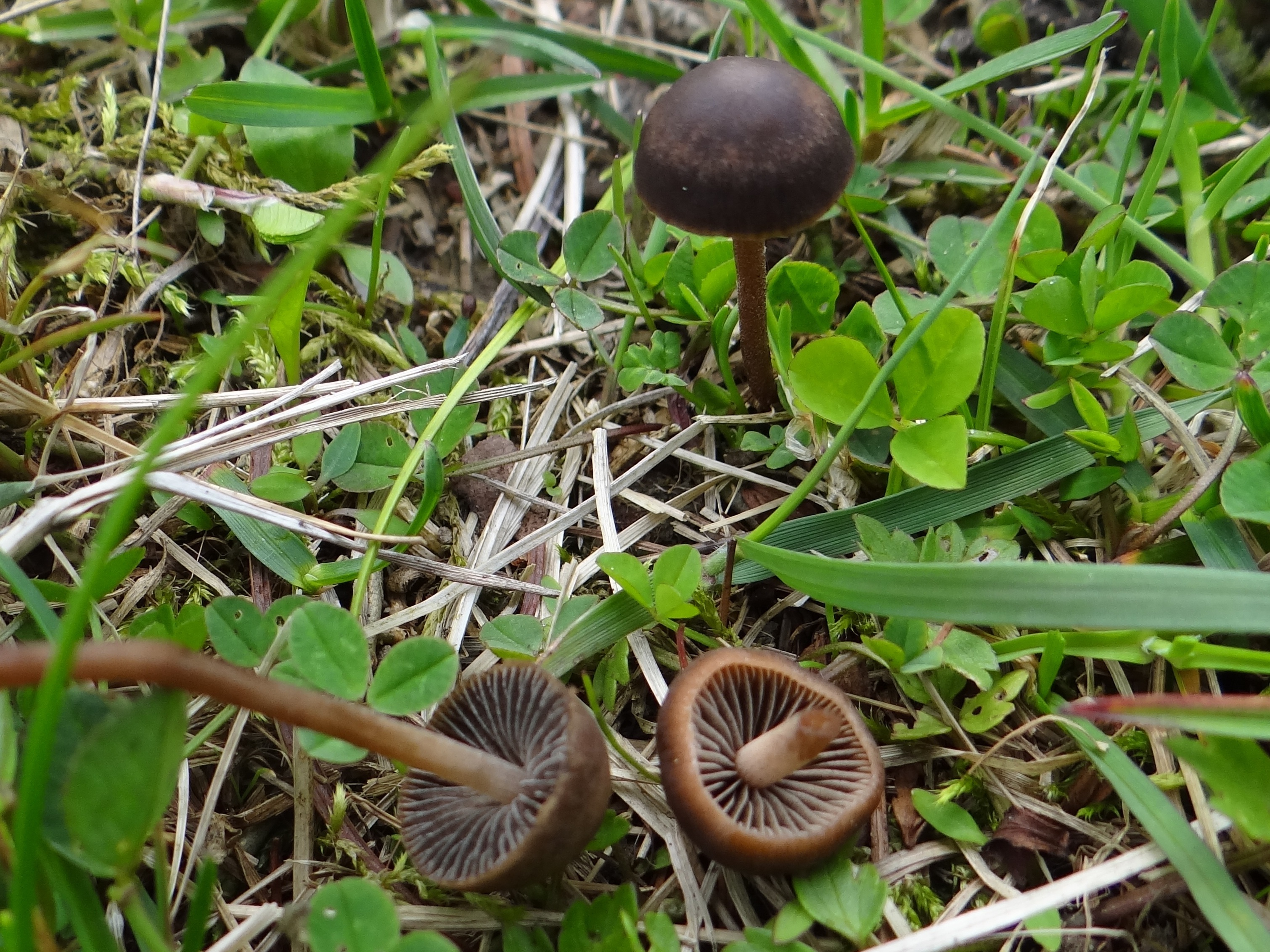

Kołpaczek ciemnoszary (Panaeolus fimicola (Pers.) Gillet) – gatunek grzybów należący do rzędu pieczarkowców (Agaricales).

## Systematyka i nazewnictwo
Pozycja w klasyfikacji według Index Fungorum: Panaeolus, Incertae sedis, Agaricales, Agaricomycetidae, Agaricomycetes, Agaricomycotina, Basidiomycota, Fungi.
Gatunek Panaeolus fimicola po raz pierwszy opisał Christiaan Hendrik Persoon (jako Agaricus fimicola') w drugim tomie „Synopsis methodica fungorum” z 1801 r. Do rodzaju Panaeolus został przeniesiony przez Claude’a-Casimira Gilleta w „Hyménomycètes” z 1878 r.
Niektóre synonimy naukowe:

- Agaricus fimicola Pers. 1801
- Agaricus variegatus J.F. Gmel. 1792
- Agaricus varius Bolton 1788
- Coprinarius fimicola (Pers.) Quél. 1886
- Panaeolus obliquoporus Bon 1983
- Prunulus varius (Bolton) Gray 1821[2].

Nazwę polską podał Władysław Wojewoda w 2003 r. W polskim piśmiennictwie mykologicznym gatunek ten opisywany był też jako kołpaczek nawozowy lub kołpaczek koprofilny.

## Morfologia
Kapelusz
Kształt wypukły do dzwonkowatego, płaski staje się dopiero w bardzo późnym wieku lub podczas długotrwałej wilgotnej pogody. Średnica 1–2 (do 2,5) cm, barwa ciemnoczerwono-brązowa lub czarno-brązowa, na szczycie jaśniejszy. Jest silnie higrofaniczny, pokryty suchą, nagą, gładką lub pomarszczoną, komórkową skórką. Brzeg ciemniejszy, w stanie wilgotnym lekko przejrzysty i żłobkowany, bez pozostałości osłony.
Hymenofor
Blaszkowy, blaszki przyrośnięte do trzonu, o regularnej tramie, u dojrzałych owocników czarniawe, niejednolicie zabarwione, plamiste z powodu niejednoczesnego dojrzewania zarodników. Na powierzchni blaszek występują stosunkowo niewielkie cystydy zawierające siarczki załamujące światło.
Trzon
Barwy kapelusza, lecz o nieco jaśniejszym odcieniu, beżowo-brązowawy lub czerwono-brązowy, często krótki i wygięty, na całej powierzchni oszroniony.
Cechy mikroskopowe
Podstawki 4-zarodnikowe. Zarodniki czarne z porą rostkową, kształtu cytryny i rozmiarach 11-14 na 7–9,5 μm. Cheilocystydy o rozmiarach 25-35(40) × 6–12 μm, przeważnie wrzecionowato brzuchate. Pleurocystyd brak, lub występują jedynie blisko krawędzi blaszki, a wówczas podobne są do cheilocystyd.
Gatunki podobne
Najbardziej podobny jest kołpaczek czarniawy (Panaeolus ater), nieco podobne są Panaeolina foenisecii i kołpaczek mierzwiowy (Panaeolus papilionaceus).

## Występowanie i siedlisko
Występuje głównie na półkuli północnej. Najliczniej jego stanowiska podawane są z Europy, ale występuje również w Ameryce Północnej, Azji i Afryce Północnej (w Maroku). W Europie jest szeroko rozprzestrzeniony, występuje również w Islandii. Na półkuli południowej występuje tylko w Australii.
Rozwija się na nawożonych odchodami łąkach i trawnikach, nigdy bezpośrednio na odchodach. Owocnikowanie trwa od maja do października, owocniki wyrastają gromadnie.

## Znaczenie
Saprotrof, grzyb koprofilny. Grzyb niejadalny, a nawet podejrzewany o własności trujące. W niektórych okazach znajdywano niewielkie ilości psylocybiny.